# Manuel Montt Torres
Manuel Montt Torres (Petorca, 5 de Setembro de 1809 — Santiago, 21 de Setembro de 1880) foi um político chileno e Presidente desse país entre 1851 e 1861.
Montt era filho de Lucas Montt e sua esposa Mercedes Torres. Começou a estudar no Instituto Nacional e aos 18 anos se tornou Inspector nesse lugar. Seis anos depois tomou o posto de reitor. Estudou direito, tornando-se advogado, e, aos 28 anos de idade, começou a trabalhar na Corte Suprema de Justiça. Quatro anos mais tarde tornou-se presidente dela.

## Ministros de Estado
| Ministério                     | Nome/Período |
| ------------------------------ | --- |
| Interior e Relações Exteriores | Antonio Varas (1851-1856) Francisco Javier Ovalle Bezanilla (1856-1857) Jerónimo Urmeneta García (1857-1860) Antonio Varas (1860-1861)                                                                                  |
| Guerra e Marinha               | José Francisco Gana López (1851-1853) Pedro Nolasco Vidal (1853-1856) José Francisco Gana López (1856-1857) Manuel García (1857-1861)                                                                                   |
| Fazenda                        | Jerónimo Urmeneta (1851-1852) José Guillermo Waddington (1852-1854) José María Berganza (1854-1856) Alejandro Vial (1856-1857) Francisco de Borja Solar (1857-1859) Matías Ovalle (1859) Jovino Novoa Vidal (1859-1861) |
| Justiça, Cultura e Educação    | Fernando Lazcano Mujica (1851-1852) Silvestre Ochagavía Errázuriz (1852-1855) Francisco Javier Ovalle Bezanilla (1855-1856) Waldo Silva (1856-1857) Salvador Sanfuentes (1857) Rafael Sotomayor (1857-1861)             |